# Римстинг
Римстинг (њем. Rimsting) општина је у њемачкој савезној држави Баварска. Једно је од 46 општинских средишта округа Розенхајм. Према процјени из 2010. у општини је живјело 3.672 становника. Посједује регионалну шифру (AGS) 9187168.

## Географски и демографски подаци
Римстинг се налази у савезној држави Баварска у округу Розенхајм. Општина се налази на надморској висини од 518–699 метара. Површина општине износи 20,0 km². У самом мјесту је, према процјени из 2010. године, живјело 3.672 становника. Просјечна густина становништва износи 184 становника/km².

## Међународна сарадња
| Мјесто | Држава   | Врста сарадње | Од    |
| ------ | -------- | ------------- | ----- |
| Суково | Мађарска | контакт       | 1995. |
| Извор  |          |               |       |